# Nagy Jenő (kőfaragó)
Nagy Jenő (Újdombóvár, 1940. április 5. – Dombóvár, 2022. május 26.) magyar kőfaragó, a dombóvári eszperantó mozgalom ill. a magyarországi eszperantó mozgalom nagy támogatója. 2010-ben a pécsi Eszperantó Park emléktábláinak elkészítésével nemzetközi hírt szerzett a magyar eszperantistáknak és magának Esperantujo-ban.

## Életútja

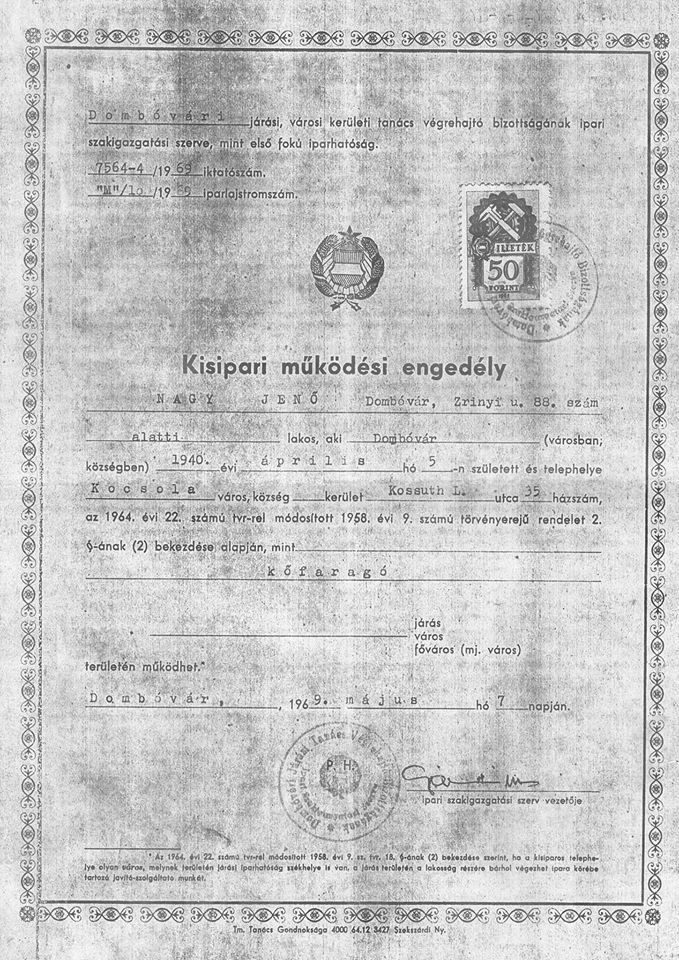
Kisipari működési engedély – 1969

Újdombóváron született 1940. április 5-én. Alapiskoláit Dombóváron végezte, majd a szekszárdi 505. sz. Ipari Szakképzőben kőfaragó szakképesítést szerzett 1958-ban. 1969-ben Kisipari működési engedélyt kapott. 1997-ben megalapította feleségével, Miklós Annával a Steinmetz Bt.-t. 2015-ben feleségét unokája Kornél váltotta a Bt.-ben, ő viszi tovább a vállalkozását. Élete utolsó éveiben Nagy Jenő a társaság szakmai tanácsadója volt.

### Családja
1965-ben nősült, felesége Miklós Anna. Két gyereke született Róbert (1966) informatikus mérnök és Zsolt (1968) kőműves, műkőkészítő. Két unokája van: Kornél és Patrick. Kornél nem csak a családi kőfaragó mesterséget viszi tovább, de az eszperantó mozgalomban is részt vesz. 2019-ben megalapította a családi vállalkozás labdarúgó egyesületét  és emellett önkéntes tűzoltó is, részt vesz tűzoltóversenyeken is.

## Jelentősebb munkái

### Dombóváron és aDombóvári kistérségben

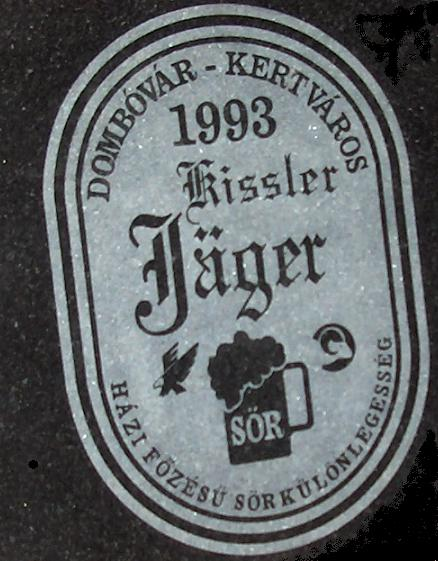
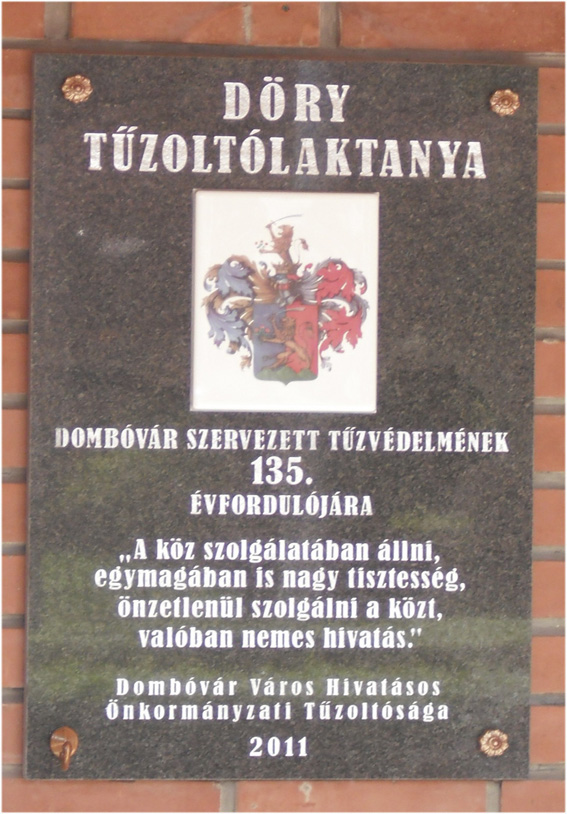
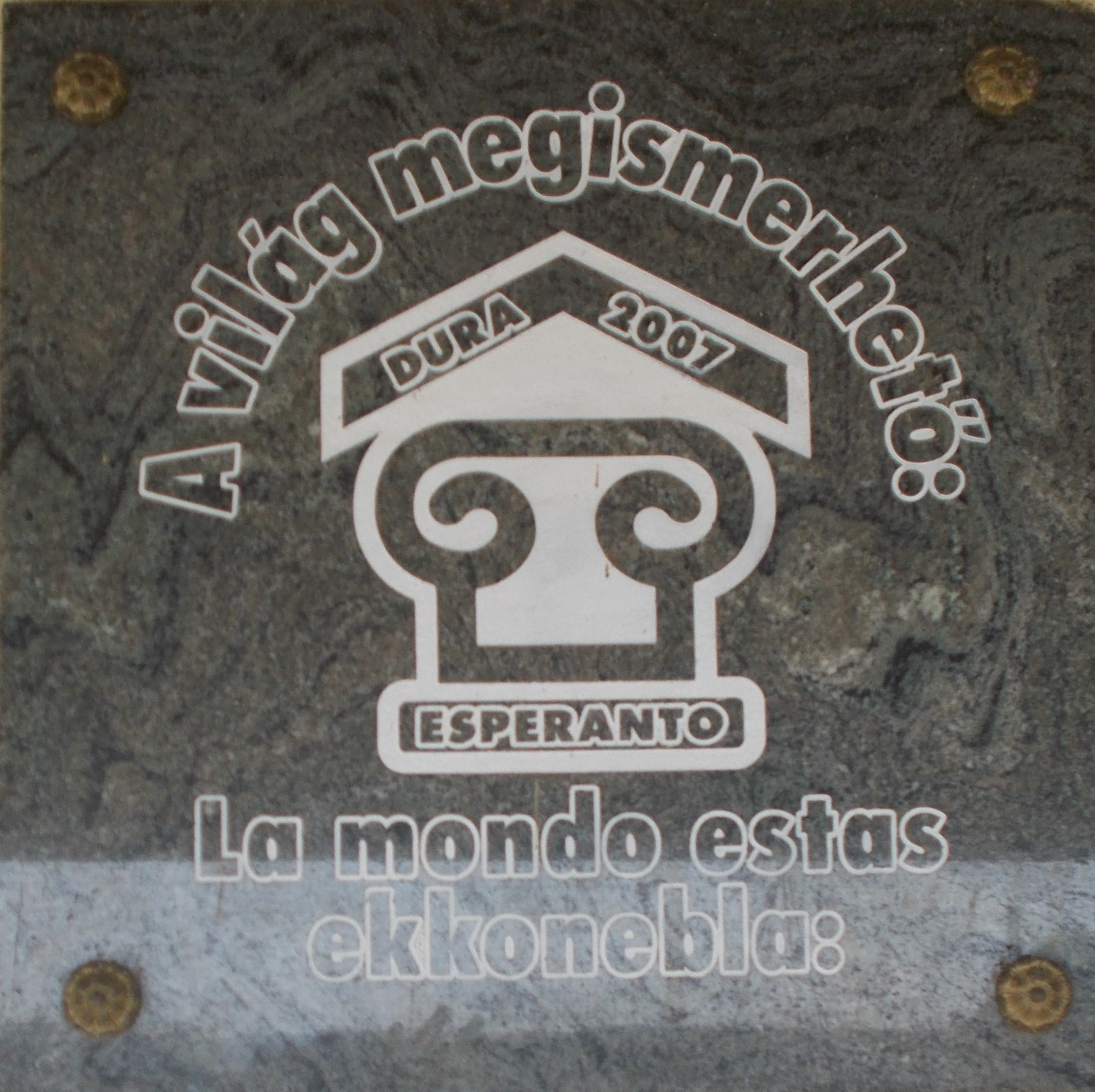
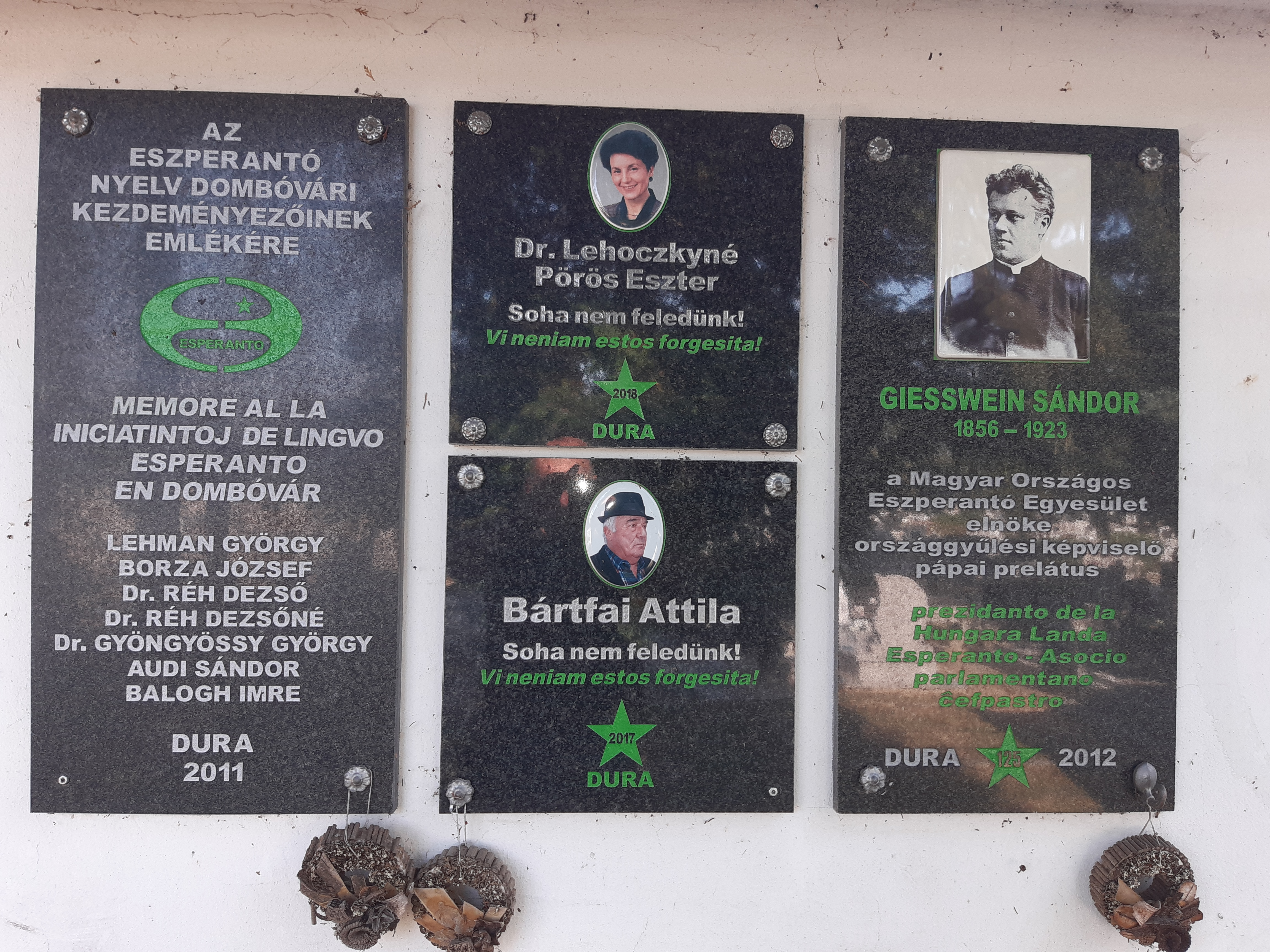
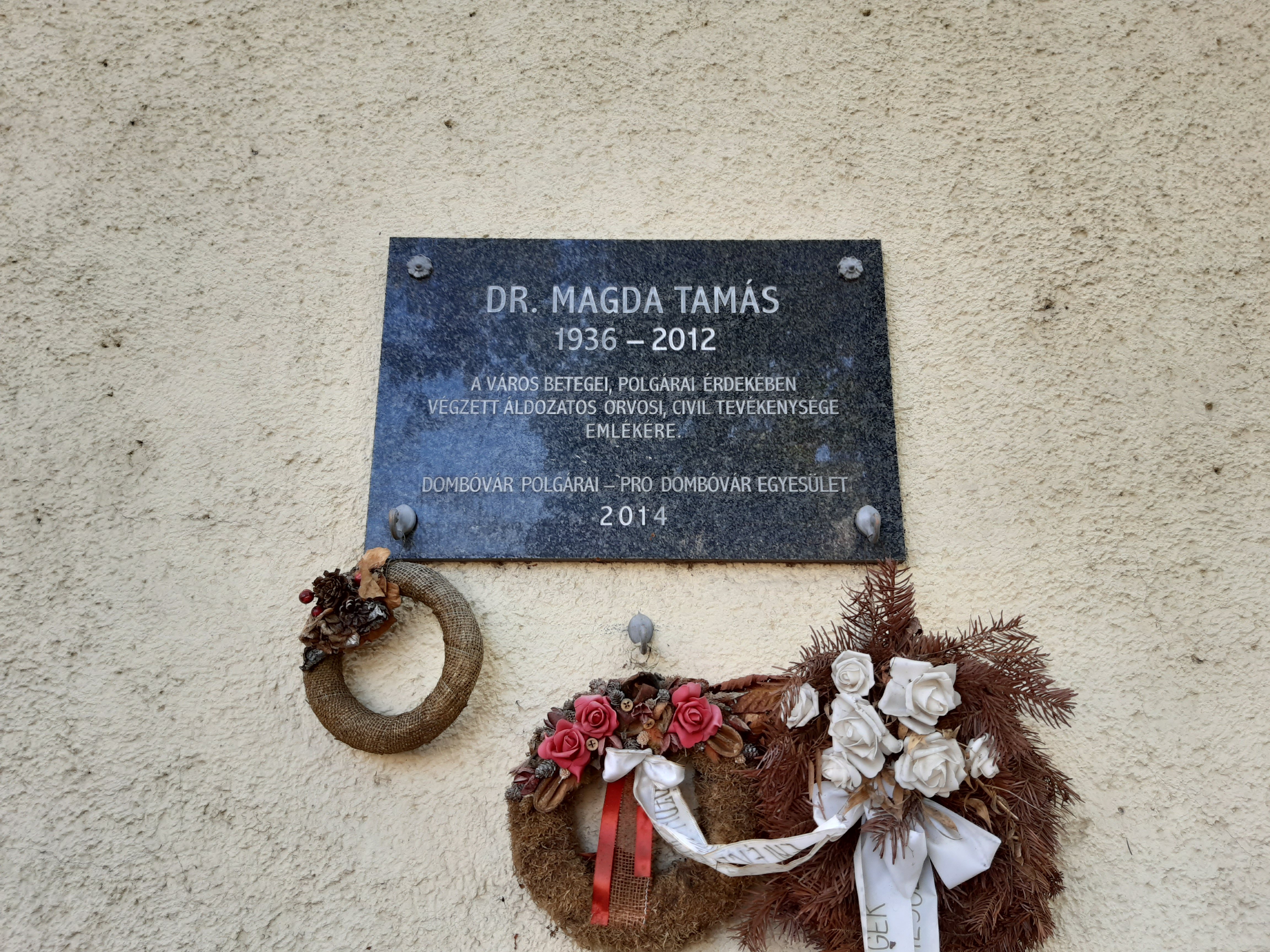
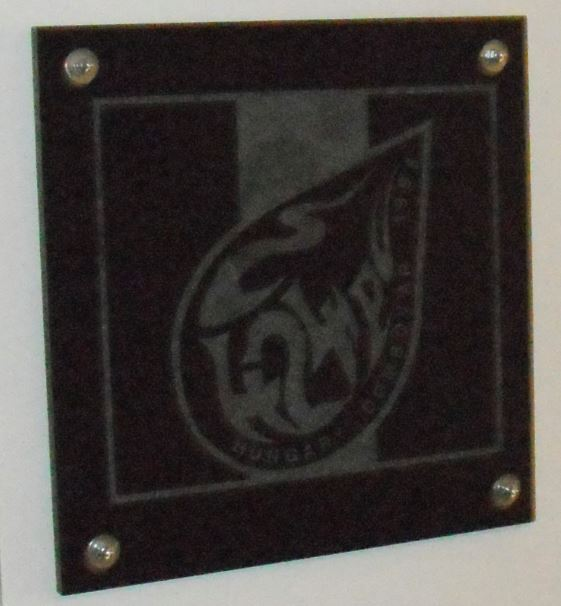

#### Egyéb munkái
Épületkő: műkő-vázák, járdák, lábazatok, ablakpárkányok, kerítések, balusztrádok, kémény-fedkövek. Kegyeleti termékei: emléktáblák, síremlékek műkő, mészkő, márvány- és gránitkövekből.

### Más városokban

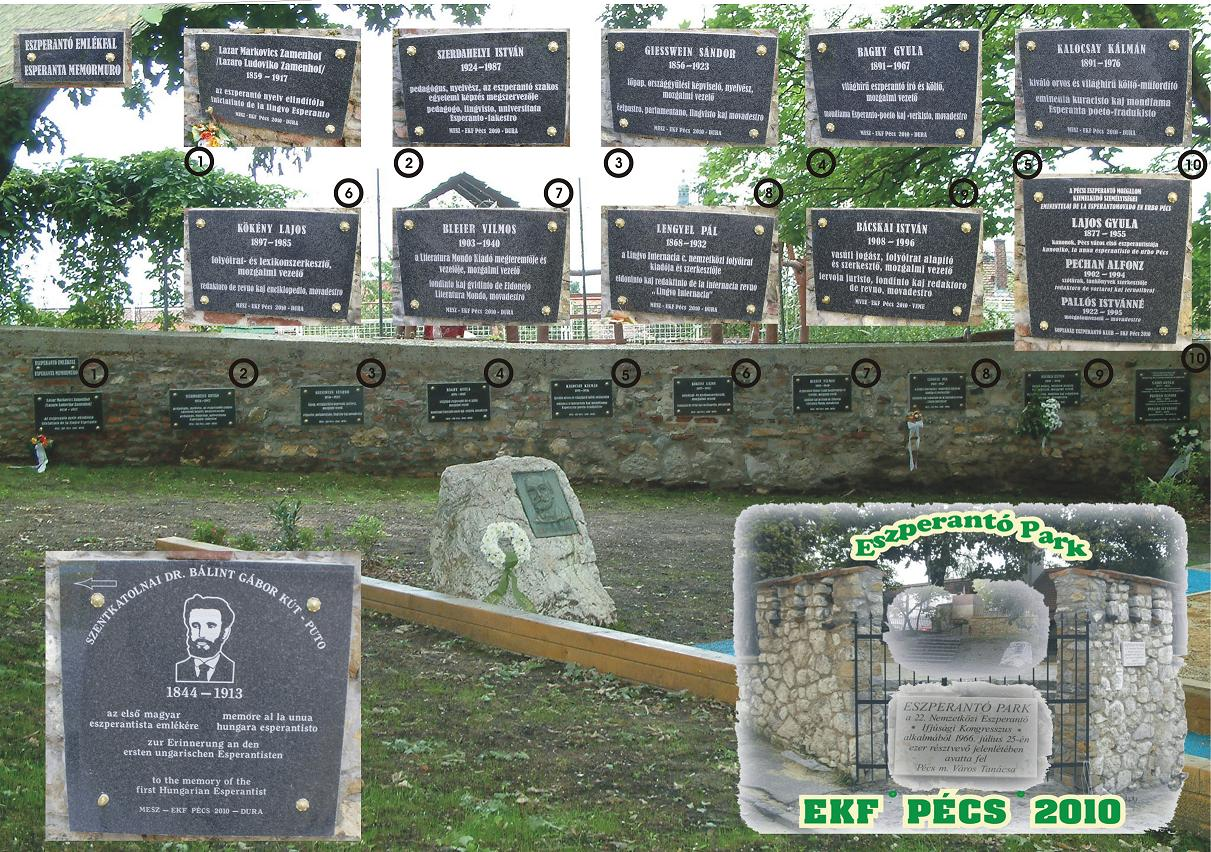
Eszperantó emlékfal - Pécs
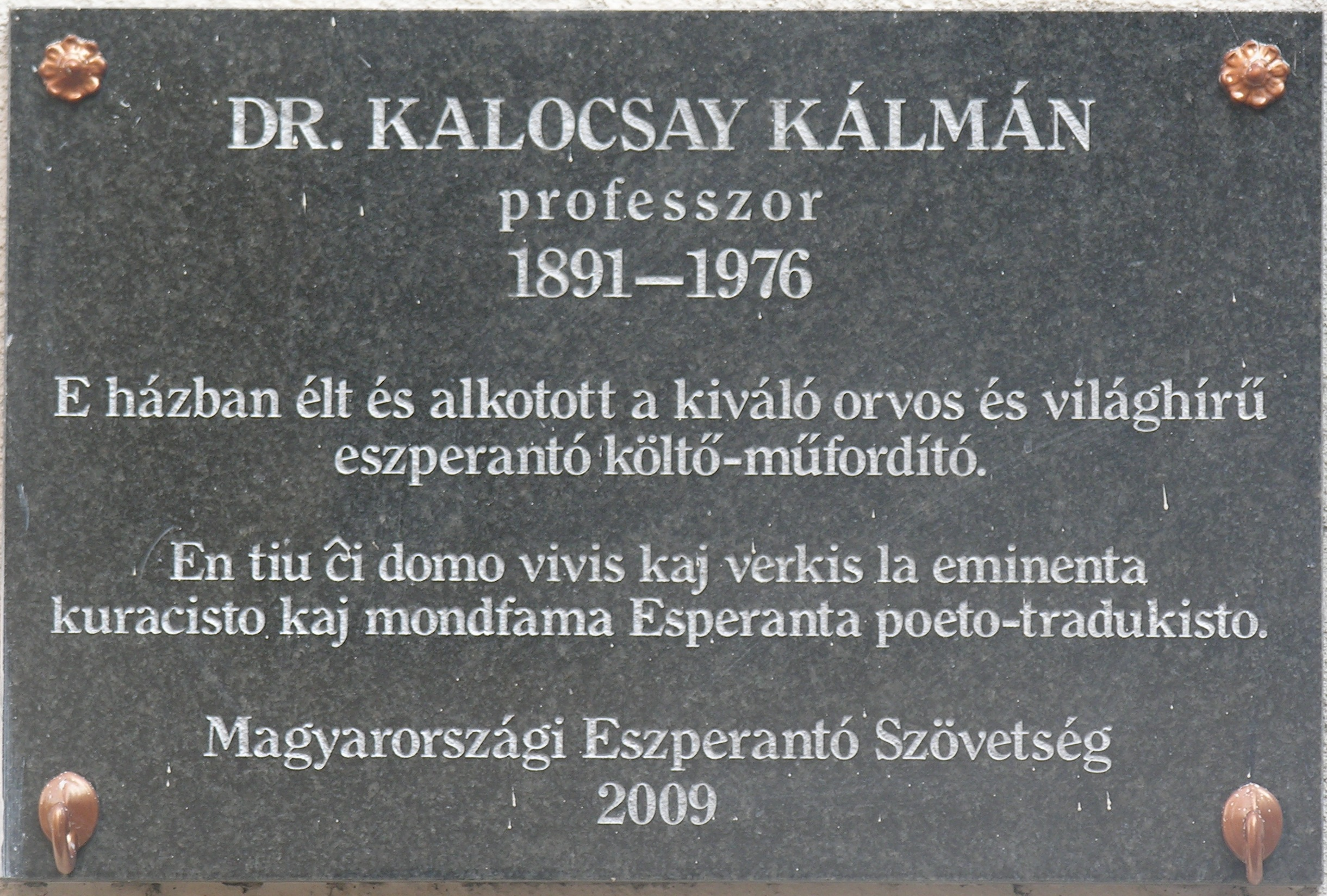
Budapest, Nyúl utca
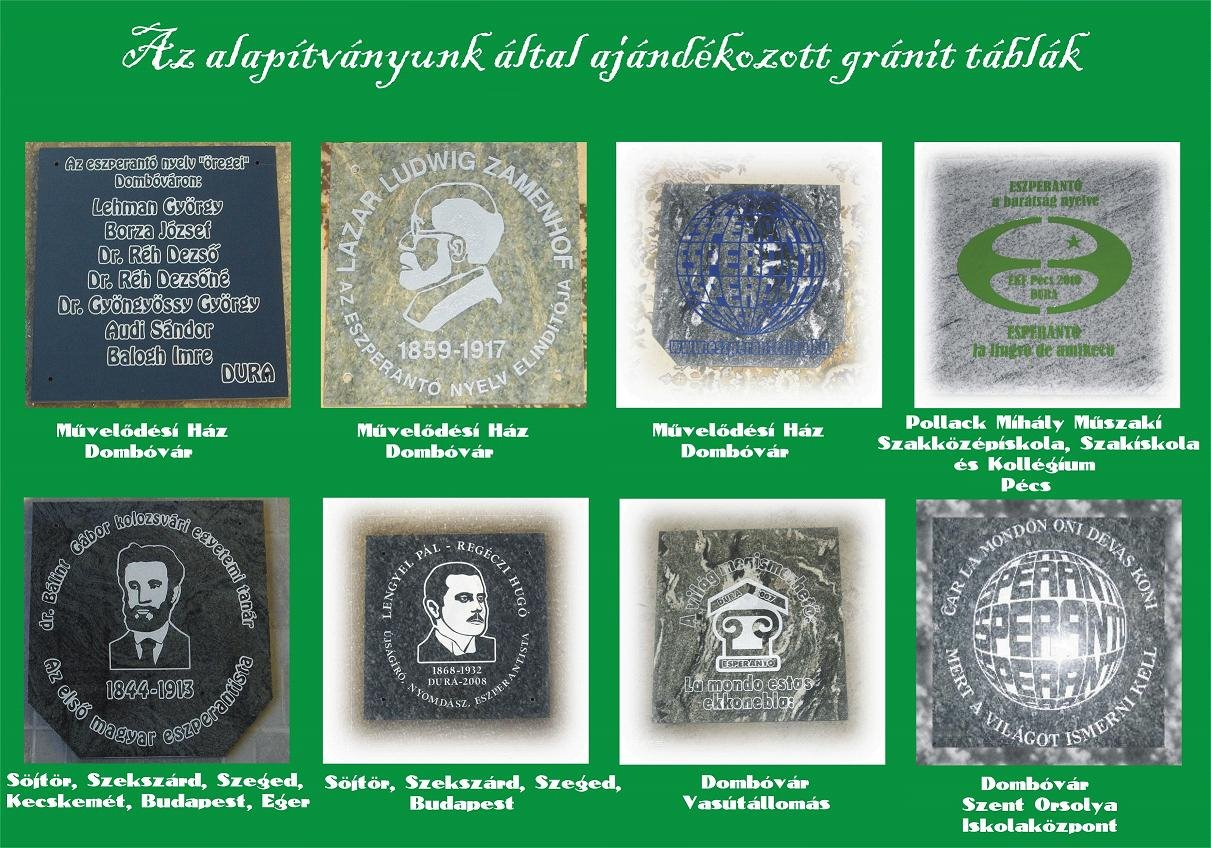
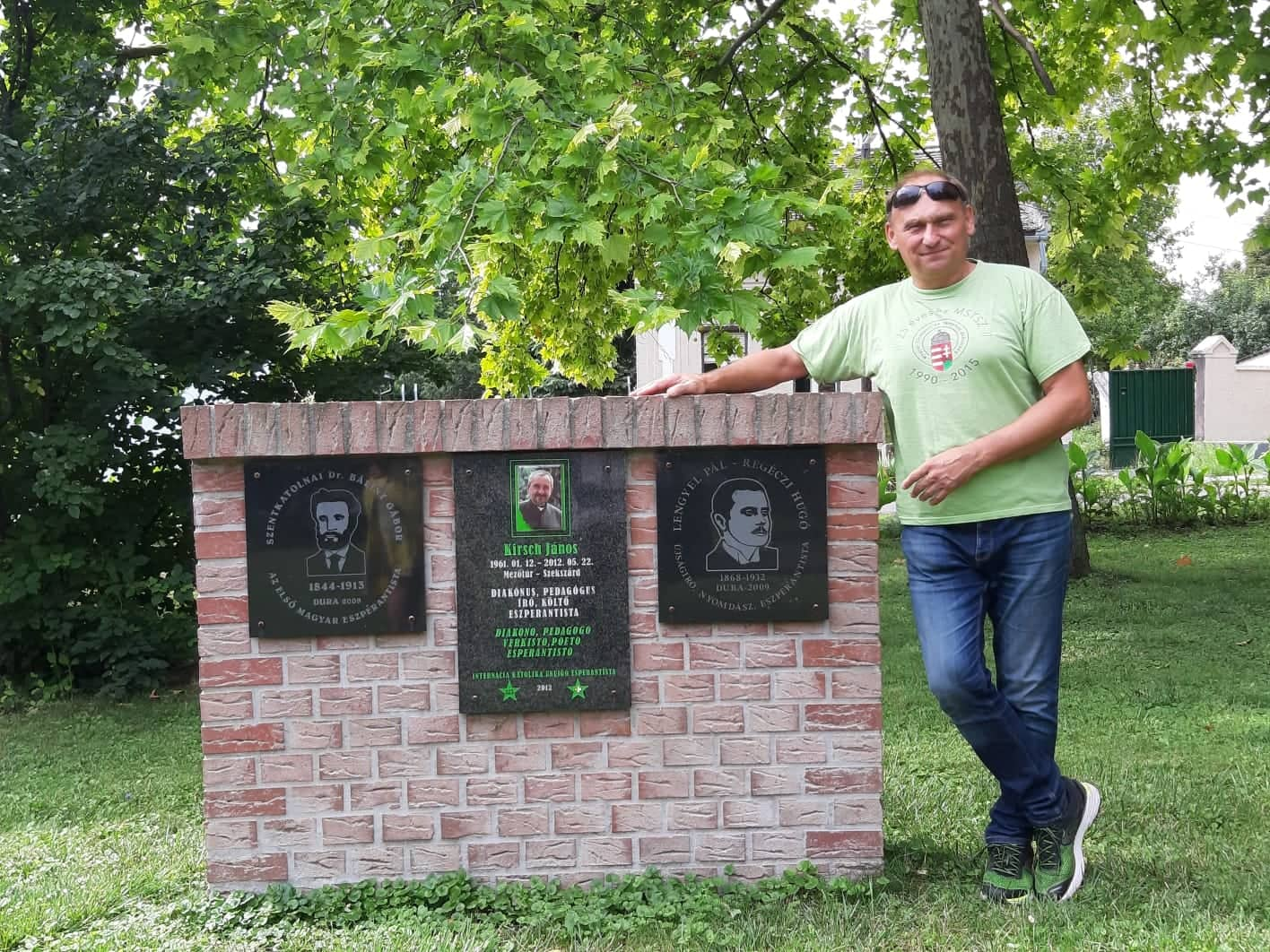
Szekszárd, újvárosi római-katolikus templom parkja

### Külföldön
- Szerbia, Szabadka: Lengyel Pál–Regéczi Hugó-emléktábla – 2011
- Németország, Dachau: A fasizmus eszperantista áldozatainak emlékére készült gránit emléktábla – 2015[6]

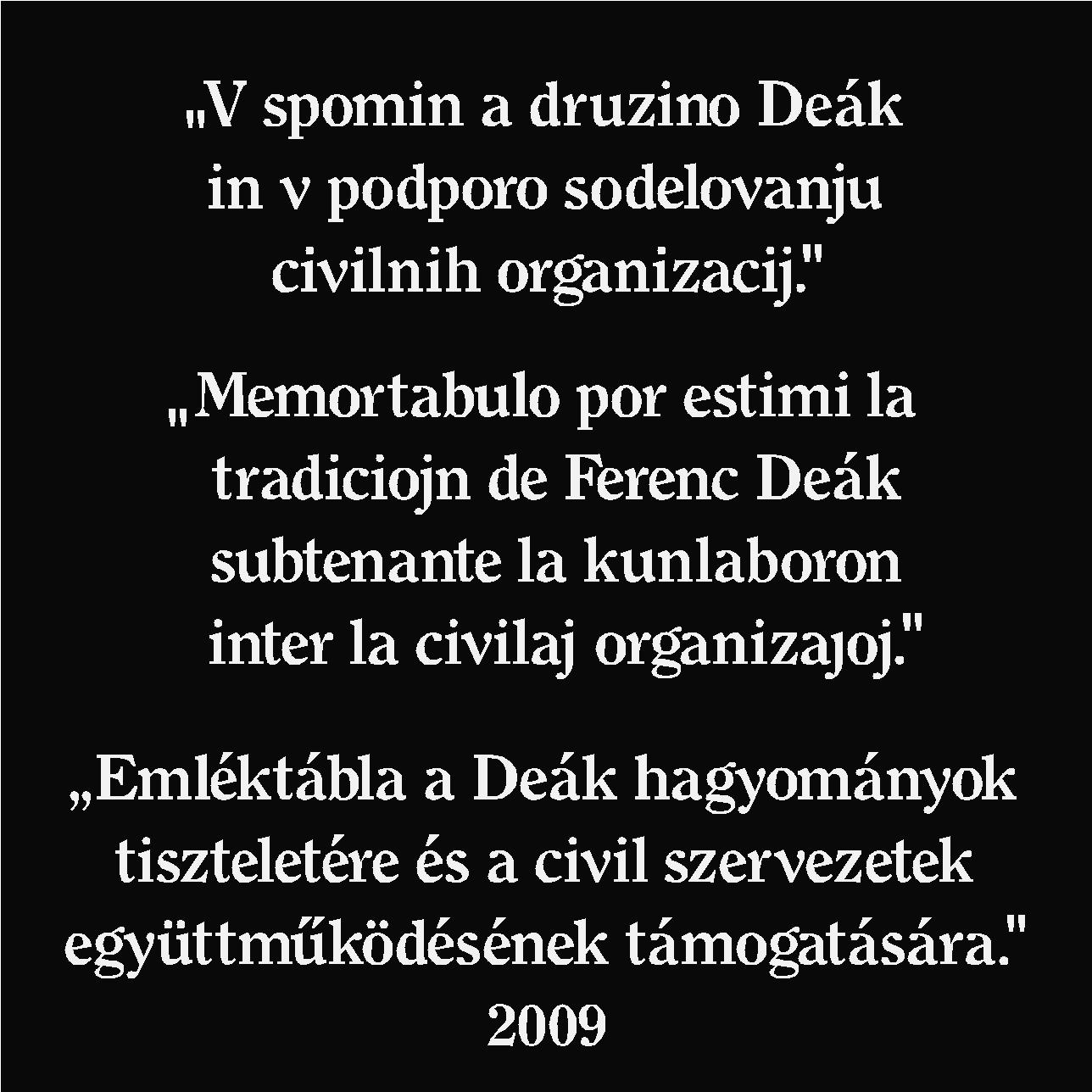
Szlovénia, Lendva
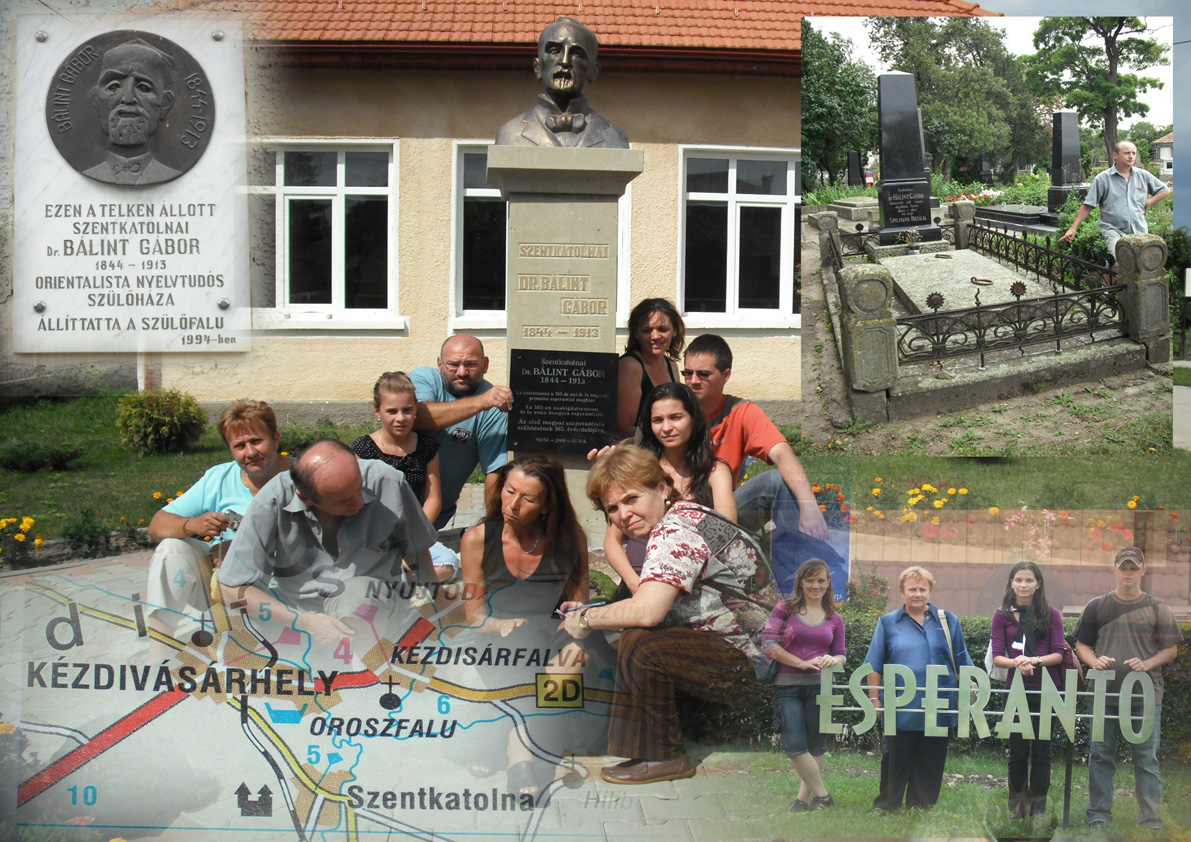
Erdély, Szentkatolna
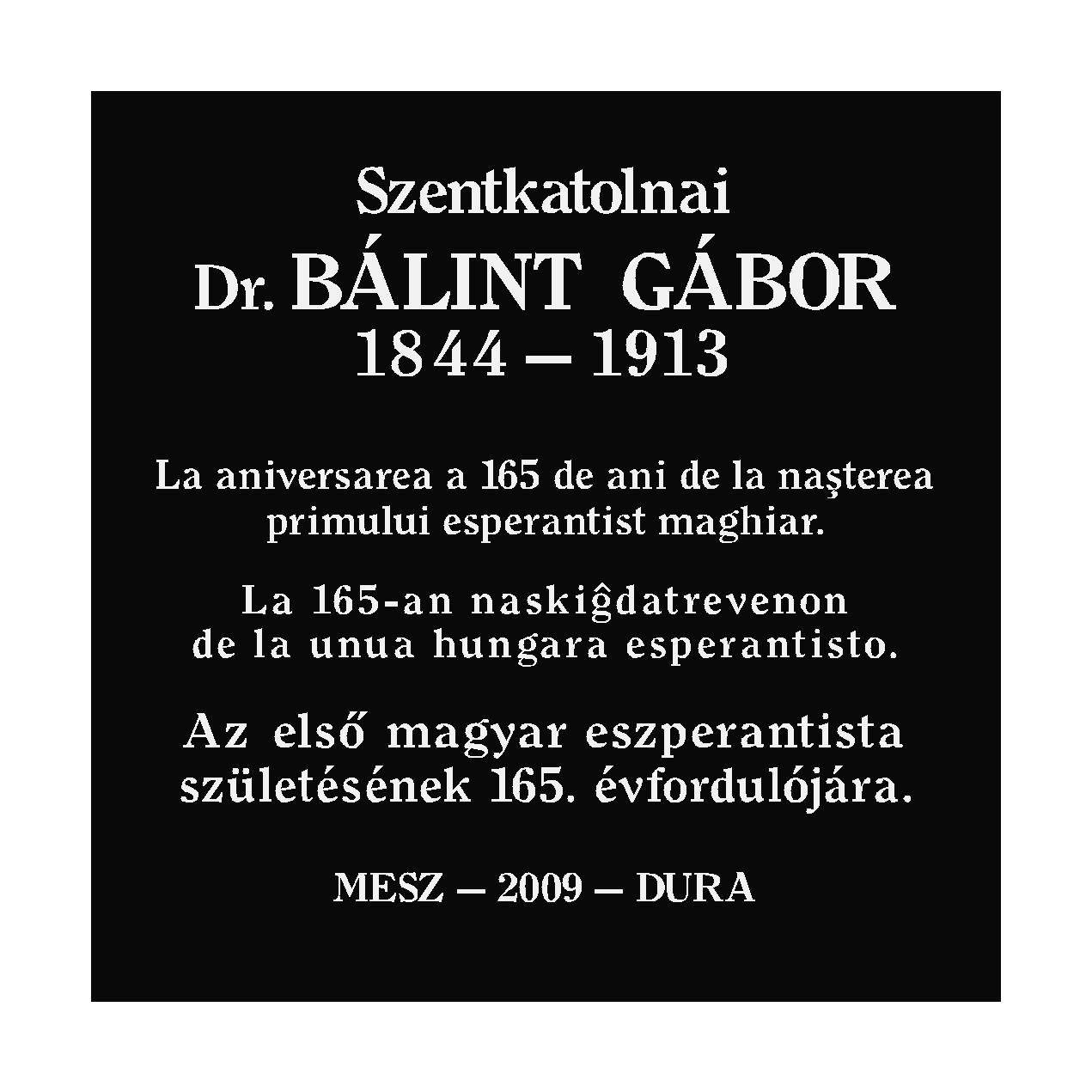

## Emlékezete

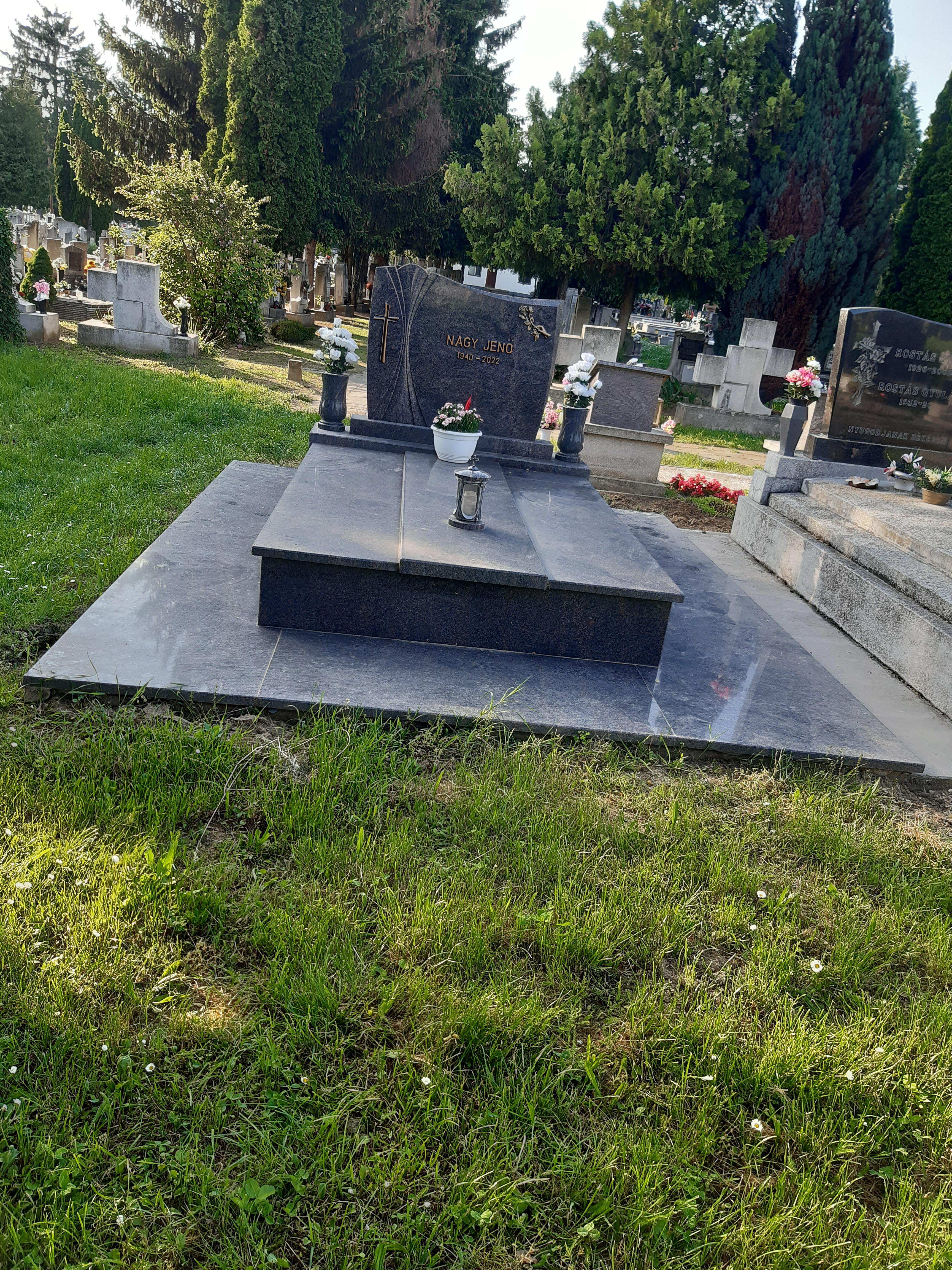
Síremléke Dombóváron a katolikus temetőben

## Társasági tagság
- Kisiparosok Országos Szövetsége (KIOSZ) – 1969
- Iparkamara – 1997
- Dél-dunántúli Regionális Alapítvány – 2005-2011
- DURA Dombóvári Eszperantó Barátok – 2011 - 2022